# Dogger
| okres / system                         | epoka / oddział   | wiek / piętro | Wiek (mln lat) |
| -------------------------------------- | ----------------- | ------------- | -------------- |
| kreda                                  | wczesna           | berrias       | młodsze        |
| jura                                   | górna (malm)      | tyton         | 145,0–152,1    |
| jura                                   | górna (malm)      | kimeryd       | 152,1–157,3    |
| jura                                   | górna (malm)      | oksford       | 157,3–163,5    |
| jura                                   | środkowa (dogger) | kelowej       | 163,5–166,1    |
| jura                                   | środkowa (dogger) | baton         | 166,1–168,3    |
| jura                                   | środkowa (dogger) | bajos         | 168,3–170,3    |
| jura                                   | środkowa (dogger) | aalen         | 170,3–174,1    |
| jura                                   | wczesna (lias)    | toark         | 174,1–182,7    |
| jura                                   | wczesna (lias)    | pliensbach    | 182,7–190,8    |
| jura                                   | wczesna (lias)    | synemur       | 190,8–199,3    |
| jura                                   | wczesna (lias)    | hettang       | 199,3–201,3    |
| trias                                  | późny             | retyk         | starsze        |
| Podział jury według ICS, sierpień 2012 |                   |               |                |

Dogger (jura brunatna) – nieformalne określenie całej jury środkowej lub tylko jej części. W niektórych starszych publikacjach geologicznych był traktowany jako środkowy oddział systemu jurajskiego. We współczesnych (z XXI w.) tabelach stratygraficznych nie jest stosowany. 
Na początku XIX w. termin dogger stosowano na określenie skał aalenu odsłaniających się koło miasta Whitby w Anglii, w 1856 r. Albert Oppel zaproponował ją jako łączną nazwę dla pięter jury bajos i baton. Później, w tym w latach 60. XX w. była ona przez część autorów traktowana jako synonim jury środkowej, inni autorzy mianem tym nazywali tylko łącznie trzy piętra jury środkowej: aalen, bajos, baton lub bajos, baton, kelowej, a część geologów tego terminu nie stosowała. We współczesnych (z XXI w.) tabelach stratygraficznych nie jest stosowany, a środkowy oddział jury nosi nazwę jury środkowej. 